# بخش رویالتون (شهرستان فولتون، اوهایو)
بخش رویالتون (به انگلیسی: Royalton Township) یک منطقهٔ مسکونی در ایالات متحده آمریکا است که در شهرستان فولتن، اوهایو واقع شده‌است.
 بخش رویالتون ۶۳٫۸ کیلومتر مربع مساحت و ۱٬۵۱۵ نفر جمعیت دارد و ۲۳۱ متر بالاتر از سطح دریا واقع شده‌است.